# Skyfall
Pour les articles homonymes, voir Skyfall (homonymie).
Série
Quantum of Solace
(2008) 007 Spectre
(2015)
Pour plus de détails, voir Fiche technique et Distribution.
Skyfall ou 007 Skyfall /ˈskaɪfɔːl/ (litt. « Chute du ciel » en anglais, du nom du manoir de la famille Bond) est un film d'espionnage américano-britannique réalisé par Sam Mendes et sorti en 2012. Ce 23e film de James Bond d'EON Production, et 25e film réel, marque le cinquantième anniversaire de la saga James Bond, débutée en 1962 avec James Bond 007 contre Dr No. Daniel Craig incarne pour une troisième fois l'agent secret homonyme après Casino Royale en 2006 et Quantum of Solace en 2008. Judi Dench reprend pour la septième et dernière fois le rôle de M (directrice du MI6).
Le film rencontre un important succès au box-office mondial, dépassant le milliard de dollars de recettes, ce qui en fait le plus rentable de tous les épisodes de la série. La chanson Skyfall du générique, interprétée par Adele, est vendue à plus de 7 millions d'exemplaires (un des singles les plus vendus de tous les temps), couronnée par l'Oscar de la meilleure chanson originale lors de la 85e cérémonie des Oscars le 24 février 2013 ainsi que le Golden Globe de la meilleure chanson originale.

## Synopsis

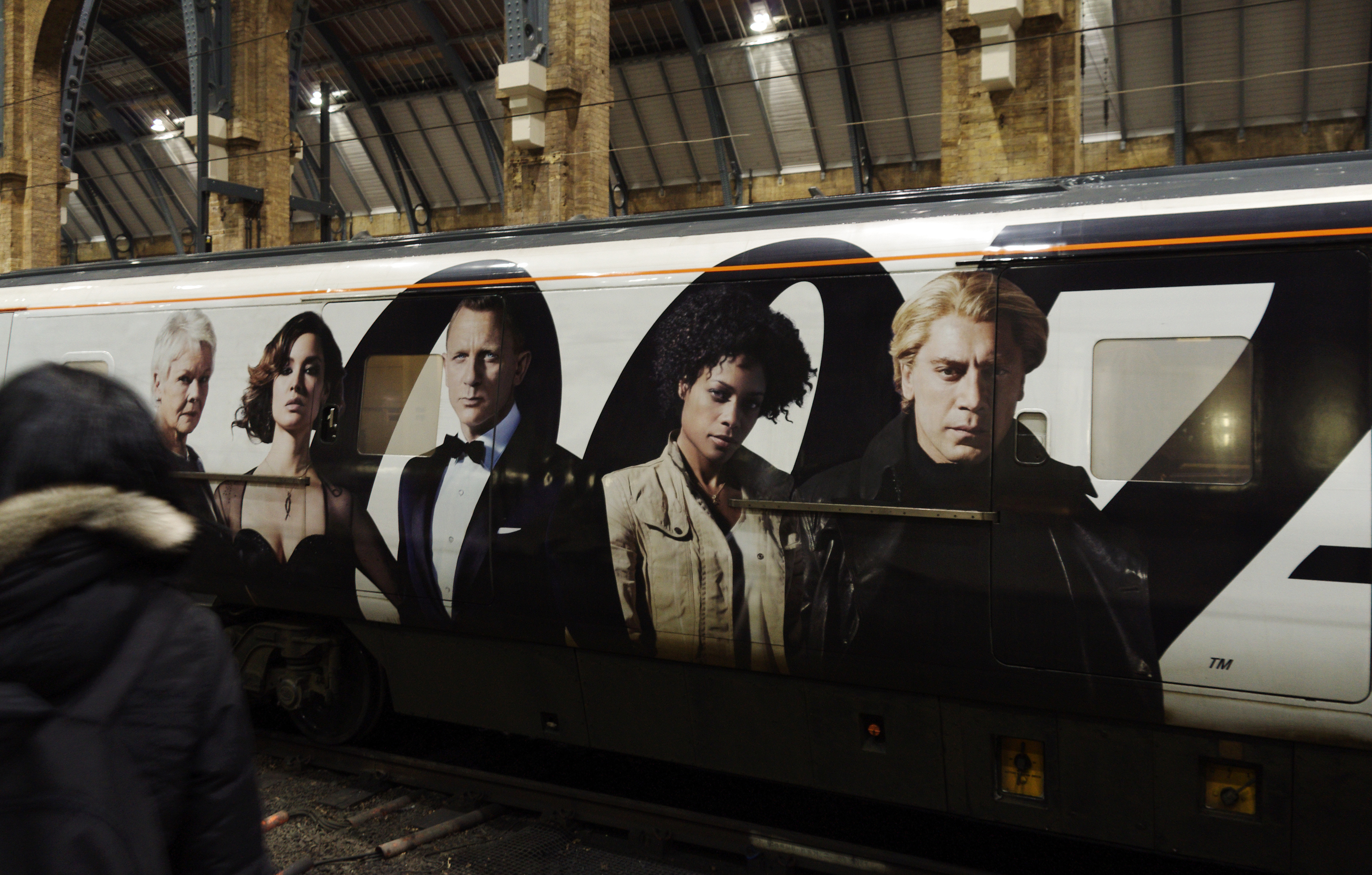
Publicité du film de 2012 (gare de King's Cross de Londres)

Les agents britanniques James Bond, nom de code 007, et Eve sont à Istanbul à la suite du meurtre d'une section du MI6 et du vol d'un disque dur d'ordinateur contenant les identités de tous les agents de l'OTAN infiltrés dans des organisations terroristes. Bond et Eve, à bord d'une voiture, prennent le meurtrier en chasse dans le but de récupérer le disque dur. Une course poursuite s'engage ensuite à moto sur les toits jouxtant le grand bazar d'Istanbul et Sainte-Sophie, puis sur un train en direction de la campagne, où Bond est blessé à l'épaule. Les deux hommes luttent sur le toit du train et Bond essaie d'attraper le disque dur. Eve, risquant de voir le meurtrier s'échapper définitivement avec le disque, reçoit de M l'ordre express d'abattre la cible. Elle rate son tir et touche Bond, provoquant sa chute du train vers le précipice en contrebas sur le pont d'Adana. Bond est laissé pour mort.

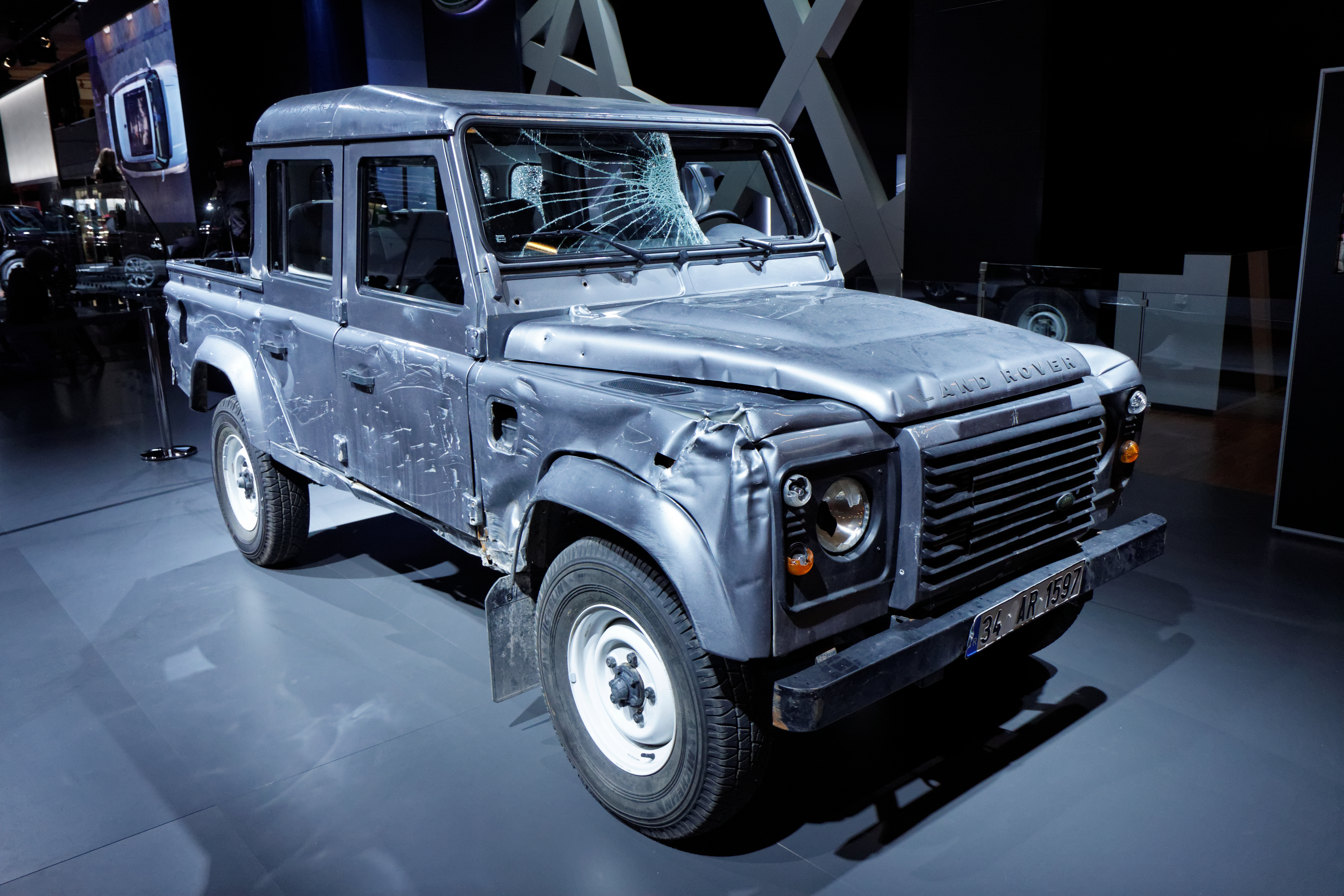
Land Rover Defender éraflée de l'agent Eve (mondial de l'automobile de Paris 2012).

Quelque temps plus tard, M rencontre Gareth Mallory, le responsable des services secrets et de la sécurité intérieure britannique, qui lui suggère de prendre sa retraite pendant qu'il en est encore temps et ainsi préserver sa dignité, ce qu'elle refuse. Au retour de la réunion, en piratant l'ordinateur de M, les terroristes provoquent l'explosion du siège du MI6 à Vauxhall Cross : la cyber-attaque tue huit employés. M jure de trouver les coupables. L’ordinateur piraté de M affiche un message de menace l'invitant à « méditer ses péchés » : la semaine suivante, son ordinateur est de nouveau attaqué, lui donnant un lien vers une vidéo sur YouTube qui révèle les cinq premiers noms de la liste, et menace de réitérer chaque semaine.
Bond, qui a survécu à sa blessure par balle et à sa chute du train, passe le temps en buvant et en se laissant aller avec les femmes. Lorsqu'il prend connaissance, grâce aux infos d'un journal télévisé, de l'attentat mené contre le MI6, il se résout à rentrer à Londres et rend visite à M. Bond est immédiatement conduit dans les nouveaux locaux du MI6 : des anciens réseaux d'abris souterrains datant de la Seconde Guerre mondiale, les Churchill War Rooms. Des éclats de balle prélevés dans sa blessure lui permettent d'identifier le meurtrier d'Istanbul : Patrice, un tueur à gages activement recherché. Avant de pouvoir repartir sur les traces de son ancien adversaire, Bond doit alors effectuer des tests d'aptitude au travail de terrain. M choisit de dissimuler l'échec aux tests de son agent, et l'envoie à Shanghai sur les traces de Patrice. Il fait au préalable la connaissance de Q qui lui remet une micro radio qui le localisera et un Walther PPK ne fonctionnant qu'avec ses empreintes digitales.

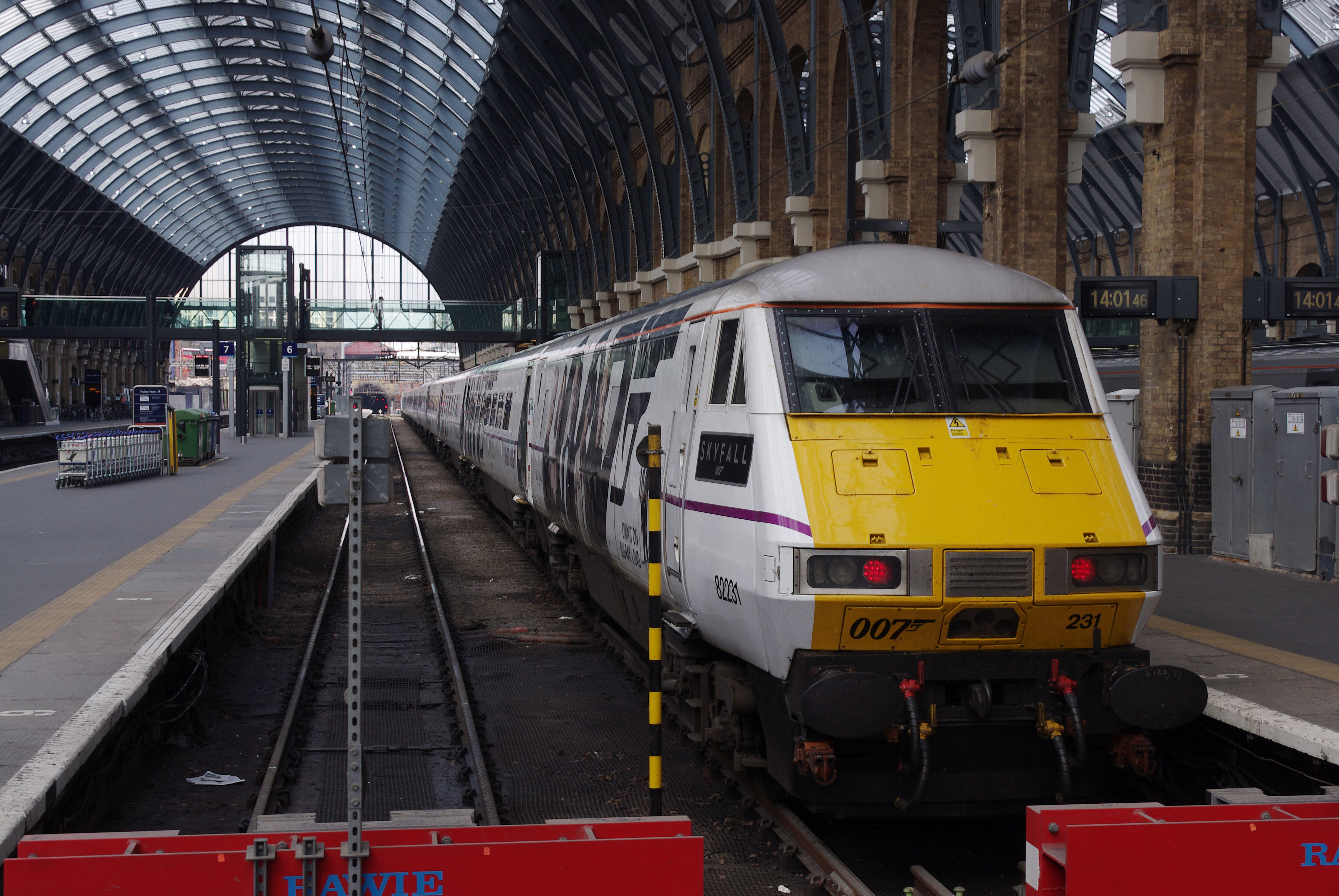
Train British Rail Mk4 007 (gare de King's Cross de Londres)

Arrivé à Shanghai, Bond attend sa cible dans un hôtel de luxe. Quand Patrice débarque à l'aéroport, 007 s'y rend et le prend en filature. Le tueur arrive à destination : il entre dans une tour où il élimine tous les gardes. James Bond le suit jusqu'à un étage élevé, dans un labyrinthe de verre kaléidoscopique illuminé par une affiche publicitaire lumineuse. Alors que Patrice installe un fusil de précision et élimine une cible dans un appartement voisin, Bond surgit et une lutte s'engage entre les deux hommes, durant laquelle le tueur tombe dans le vide sans avoir pu donner à Bond le nom de son employeur. En examinant le matériel de l'assassin, Bond découvre un jeton de casino, qui le conduit à Macao, où le tueur aurait dû recevoir ses gages.
Sur place, il fait la connaissance de Séverine (en), la complice du tueur d'Istanbul. Issue du marché sexuel de Macao, elle est la maîtresse de son employeur. Celle-ci avertit Bond qu'il est sur le point de se faire assassiner par ses gardes, mais promet à ce dernier son aide à condition qu'il réussisse à tuer son employeur. Les gardes de Séverine, qui la surveillaient, débarquent et jettent Bond dans une fosse où se tiennent deux dragons de Komodo. L'un des gardes tombe avec Bond et domine le combat quand un des reptiles l’attrape par la jambe et l'entraîne en arrière jusque dans son antre pour le dévorer. Bond réussit à se sauver avec l'aide d'Eve et parvient à rejoindre Séverine sur son voilier.

Publicité du film de 2012 (gare de King's Cross de Londres)

Faits prisonniers par l'équipage du bateau, 007 et Séverine sont livrés sur l'île de Hashima à l'employeur de Séverine, Tiago Rodriguez, alias « Raoul Silva » (interprété par Javier Bardem), un ancien agent du MI6 devenu cyber-terroriste et qui nourrit une grande rancœur envers M après que cette dernière l'a supposément trahi et abandonné aux mains des autorités chinoises en 1997, lors de la rétrocession de Hong Kong. Silva tue Séverine sans ciller, mais il est ensuite capturé par Bond, qui a pu au préalable prévenir les secours à l'aide de sa radio miniature. Silva est fait prisonnier et rapatrié à Londres.

Publicité du film de 2012 sur un Bus à impériale de Bristol (Royaume-Uni)

De retour dans les locaux du nouveau MI6, Q s'efforce de déchiffrer les données contenues dans le portable de Silva. M rencontre Silva et se souvient de lui : ce dernier veut se venger d'elle car elle l'a trahi alors qu'il était prêt à se suicider pour éviter de parler. Malheureusement, le cyanure d'hydrogène n'a pas fonctionné et Silva est resté défiguré (une partie de sa mâchoire s'est dissoute), mais est en vie. Q constate, impuissant, que l'ordinateur de Silva a été programmé pour ouvrir des trappes de sécurité qui mènent vers le métro et permettre son évasion. Bond se lance à sa poursuite dans les tunnels du métro. Silva, habillé en policier, se mêle à la foule du métro londonien aux heures de pointe. Bond le suit dans un vaste réseau souterrain, mais Silva, faisant exploser un tunnel de métro provoquant la chute d'une rame sur Bond, le sème et rejoint le palais de Westminster en compagnie de ses complices avant d'ouvrir le feu sur M durant une audience publique consacrée à sa gestion de la crise des exfiltrations d'agents en présence de Mallory et de la ministre de la Défense. Mallory arrive à la protéger mais est blessé à l'épaule. Bond arrive en renfort et parvient avec l'aide d'Eve et de Mallory à contrecarrer l'attaque et à faire évacuer les personnalités présentes. Bond s'enfuit avec M vers une destination secrète : le manoir Skyfall en Écosse, propriété familiale où Bond a grandi. Q, Mallory et Bill Tanner, le chef d'état-major, sont les seuls au courant, cette évacuation vers Skyfall a pour but d'y tendre un guet-apens à Silva. En chemin, ils changent de voiture et prennent une Aston Martin DB5.

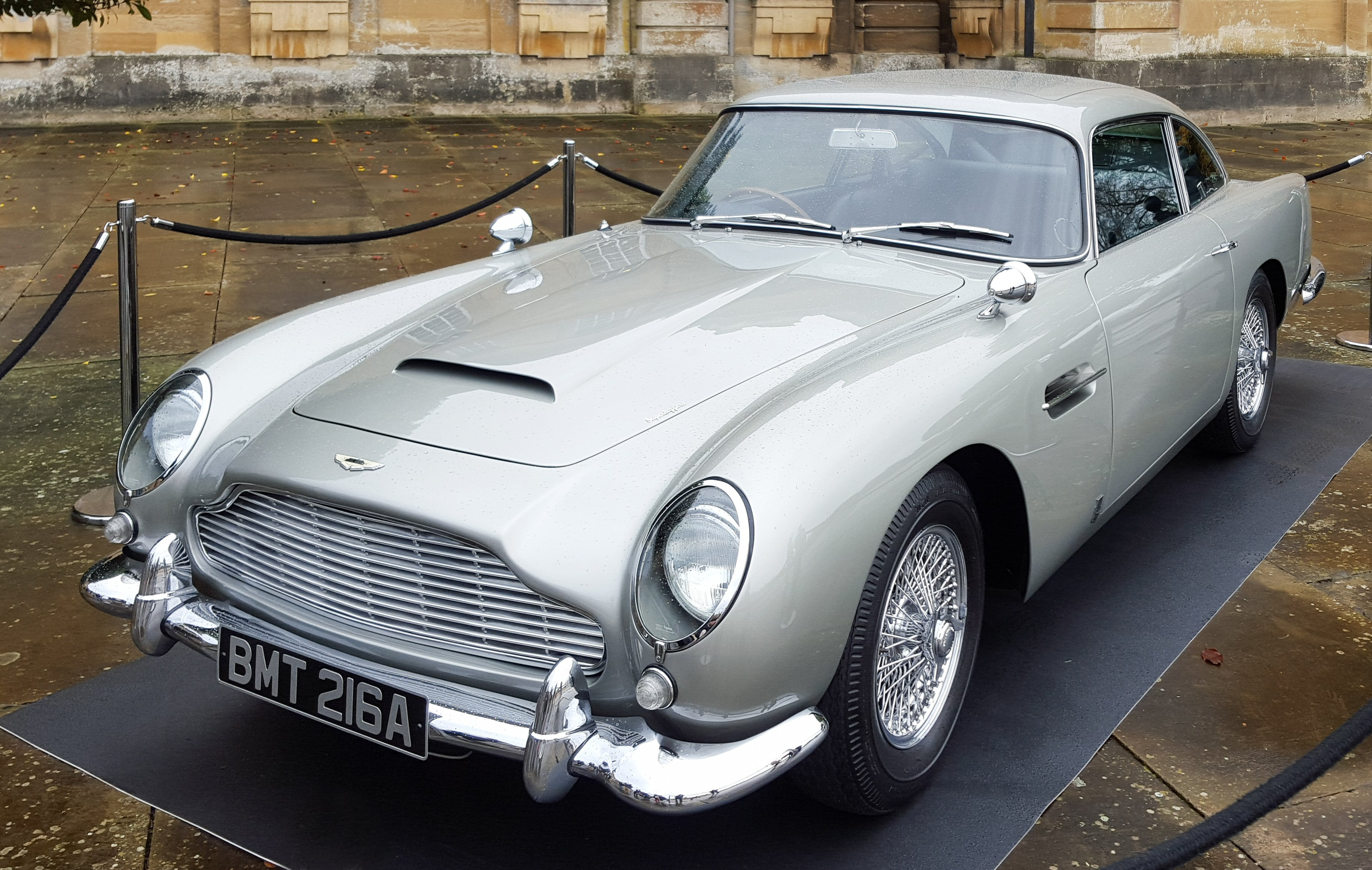
Célèbre Aston Martin DB5 emblématique de James Bond 007 du film, créée par John Stears, dans la cour du Palais de Blenheim de Woodstock en Angleterre.

Sur place, James retrouve Kincade, l'ancien garde-chasse de la famille Bond. Le trio est très faiblement armé, mais se prépare tout de même à l'assaut à venir. Ils parviennent à repousser une première vague d'assaillants à la solde de Silva en improvisant une série de pièges mortels dans l'ensemble du manoir. M, cachée un temps par un trou du prêtre, essaie de se défendre mais est blessée par balle à la hanche au cours d'une fusillade. Silva arrive en hélicoptère à la tête d'une seconde escouade. Bond, après avoir envoyé M et Kincade à l'abri dans la vieille chapelle par un passage souterrain, fait exploser un bâtonnet de dynamite avec deux bonbonnes de gaz. Le souffle détruit la bâtisse et fait s'écraser l'hélicoptère sur le manoir. Bond se retranche dans le souterrain et part à la recherche de M. Il décide de prendre un raccourci en prenant le lac gelé. Silva arrive et ordonne à son dernier homme de main de tuer Bond, qui décide de tirer sur la glace pour tomber à l'eau avec l'homme de main. Bond et le mercenaire tombent dans l'eau glacée, dans laquelle Bond étrangle son adversaire.
Silva, qui a réussi à retrouver la trace de M et de Kincade à cause de leur lampe torche allumée, les rejoint à la chapelle et supplie M de les tuer tous les deux d'une seule balle. Bond intervient de justesse et tue Silva en lui lançant un couteau dans le dos. M succombe peu après à ses blessures.
De retour à Londres, Eve décide de se retirer du service actif au profit d'un poste de secrétaire. On apprend à cette occasion que son nom de famille est Moneypenny. Mallory, qui a endossé le nom de code M et qui est devenu le nouveau responsable du MI6, confie à Bond une nouvelle mission.

## Fiche technique

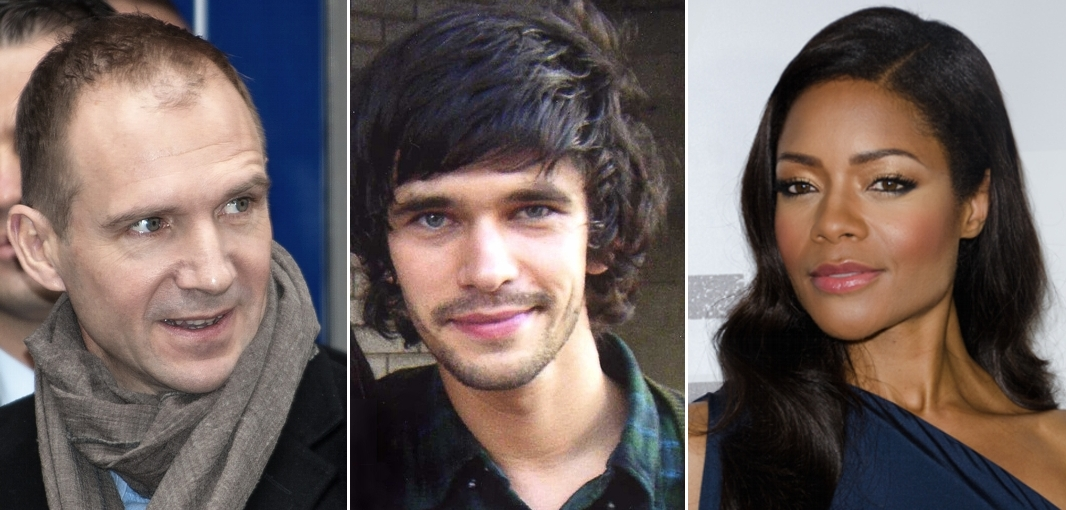
Ralph Fiennes (M, directeur du MI6), Ben Whishaw (Q, responsable de la section « Q » recherche et développement du MI6), et Naomie Harris (Miss Moneypenny, secrétaire de direction du MI6)

- Titre original et français : Skyfall
- Titre québécois : 007 Skyfall
- Titre de travail : Nothing is Forever[5]
- Réalisation : Sam Mendes
- Scénario : Neal Purvis, Robert Wade et John Logan
- Décors : Dennis Gassner
- Costumes : Jany Temime et Tom Ford
- Photographie : Roger Deakins
- Montage : Stuart Baird
- Musique : Thomas Newman
  - Chanson du générique : Skyfall interprétée par Adele
- Production : Barbara Broccoli et Michael G. Wilson
- Société de production : EON Productions ; MGM, Columbia Pictures, Danjaq[6]
- Société de distribution : Columbia Pictures[6]
- Budget : 200 millions de dollars sans promotion[7]
- Pays d'origine :  Royaume-Uni /  États-Unis
- Langue officielle : anglais
- Format : couleur − Exploitation : 35 mm/Format 70 mm (IMAX) − 2,35:1 − son Dolby numérique
- Durée : 143 minutes
- Classification :
  - États-Unis : PG-13 (scènes de violence, d'action et sexuelles)
  - France : Tous Publics (Convient à tout type d'audience)
- Genre : espionnage
- Dates de sortie[8] :
  - Royaume-Uni : 26 octobre 2012
  - Belgique, France : 24 octobre 2012 (Première mondiale à Londres au Royal Albert Hall : 23 octobre 2012)[9]
  - Suisse romande : 27 octobre 2012
  - Canada, États-Unis : 9 novembre 2012

## Distribution
Source et légende : version française (VF) sur AlloDoublage
- Daniel Craig (VF : Éric Herson-Macarel) : James Bond / Agent 007
- Judi Dench (VF : Nadine Alari) : Olivia Mansfield / M
- Javier Bardem (VF : Samuel Labarthe) : Tiago Rodriguez / Raoul Silva
- Ralph Fiennes (VF : Bernard Gabay) : Gareth Mallory / M
- Naomie Harris (VF : Annie Milon) : Eve Moneypenny
- Bérénice Marlohe (VF : elle-même) : Séverine
- Albert Finney (VF : Patrick Raynal) : Kincade, garde-chasse de la maison de la famille Bond
- Ben Whishaw (VF : Yoann Sover) : Q
- Rory Kinnear (VF : Xavier Fagnon) : Bill Tanner
- Ola Rapace : Patrice
- Helen McCrory (VF : Sylvia Bergé) : Claire Dowar, une ministre
- Nicholas Woodeson (VF : Patrick Bonnel) : Dr. Hall
- Bill Buckhurst : Sebastian Ronson (prégénérique)
- Elize du Toit : Vanessa, l'assistante de M (prégénérique)
- Tónia Sotiropoúlou : la petite amie de Bond en Turquie
- Wolf Blitzer : lui-même (caméo)
- Huw Edwards : lui-même (caméo)
- Roger Yuan : un garde du corps de Séverine
- Milorad Kapor : le capitaine du bateau
- Khan Bonfils : un membre de l'équipage de Silva
- Jens Hultén : un mercenaire de Silva
- Anna Coutellier : une mercenaire de Silva
- Gregg Wilson : un homme dans le bar turc (caméo) (non crédité)
- Lesley Manville : femme dans le métro (caméo) (non créditée)
- Michael G. Wilson : un homme aux funérailles (caméo) (non crédité)

## Lieux de l'action
- Turquie : Istanbul (scène pré-générique)
- Angleterre : Londres
- Chine : Shanghai
- Macao
- Écosse : Manoir de Skyfall

## Production

### Développement
Le projet de Skyfall a été suspendu en 2010, à la suite des difficultés financières de la MGM. En décembre 2010, la MGM étant sortie de ses ennuis, la pré-production a repris, et la sortie du film, prévue pour le 9 novembre 2012, a été annoncée par la MGM. Le film est l'un des événements de l'année du cinquantième anniversaire de la licence, née avec la sortie en 1962 de James Bond 007 contre Dr. No. La production débuta fin 2011. Skyfall a été réalisé par Sam Mendes, d'après un scénario de Neal Purvis et Robert Wade, qui avaient déjà travaillé pour la franchise. Le scénario de Peter Morgan, Once Upon a Spy, fut abandonné. Le budget du film est estimé entre 150 000 000$, et 200 000 000$, comparé à celui de Quantum of Solace qui est de   200 000 000$.

### Attribution des rôles
Judi Dench a confirmé qu'elle reprenait le rôle de M. C'est la première fois dans James Bond que deux acteurs différents jouent deux versions différents de "M", le second étant Mallory, interprété par Ralph Fiennes, sera le prochain "M" en fin de film (si l'on excepte l'apparition de Robert Brown dans L'espion qui m'aimait qui jouera "M" dans les films des années 1980).
Le film marque le retour de l'Aston Martin DB5, et de Q, joué dans le film par Ben Whishaw ; le personnage était absent dans Casino Royale et Quantum of Solace. Bérénice Marlohe, qui rejoint le casting, devient la huitième actrice française à jouer l'un des premiers rôles féminins dans la série des James Bond.
Le personnage du garde-chasse Kincade est proposé à Sean Connery  qui le refusa et fut interprété par Albert Finney.
L'acteur britannique Simon Russell Beale avait confirmé être en contact avec Sam Mendes, en vue de participer au film en tant qu'acteur, mais pas dans le rôle du méchant.
Le site Internet deadline.com a mentionné le fait qu'EON Productions avait offert le rôle du « méchant » à Javier Bardem, ce que l'acteur avait confirmé quelques jours plus tard, sans toutefois préciser s'il avait accepté l'offre.
De son côté, Roger Deakins, directeur de la photographie de plusieurs films célèbres comme Les Évadés ou encore No Country for Old Men, a annoncé qu'il pourrait travailler avec Sam Mendes sur le prochain opus des aventures de l'agent secret.

### Tournage

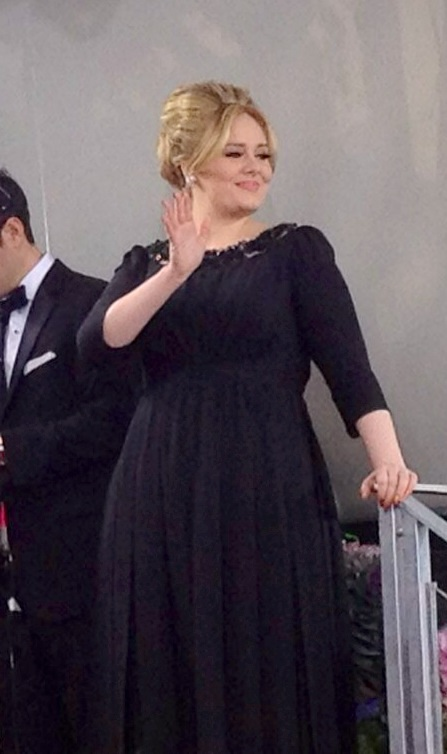
Adele, à la 70e cérémonie des Golden Globes de 2013, où Skyfall remporte le Golden Globe de la meilleure chanson originale.

Le tournage commence le 7 novembre 2011 par la scène 45.
Skyfall est le premier James Bond filmé intégralement en numérique, son exploitation dans les cinémas se déroule en 4K. De plus, il est également le premier de la série à être converti par le procédé DMR en IMAX 70 mm/15 perfos (disponible aussi en DIGITAL IMAX).
Le champ de course royal d'Ascot (présent dans Dangereusement vôtre) a représenté l'aéroport international de Shanghai. Des panneaux et autres éléments de signalisation identiques au vrai aéroport ont été installés par les décorateurs à cet effet. Le casino de Macao a été filmé dans les studios.
Tout au long du tournage, des vidéos sont diffusées : commentaires de Michael G. Wilson, commentaires de Sam Mendes, présentation de Bérénice Marlohe et Naomie Harris, présentation de Javier Bardem, tournage à Shanghai, tournage à Istanbul, la présentation de l'intérieur du MI6 et les commentaires de Jany Temime. Toutes ces vidéos ont été diffusées entre décembre 2011 et mai 2012.

Principaux lieux de tournage
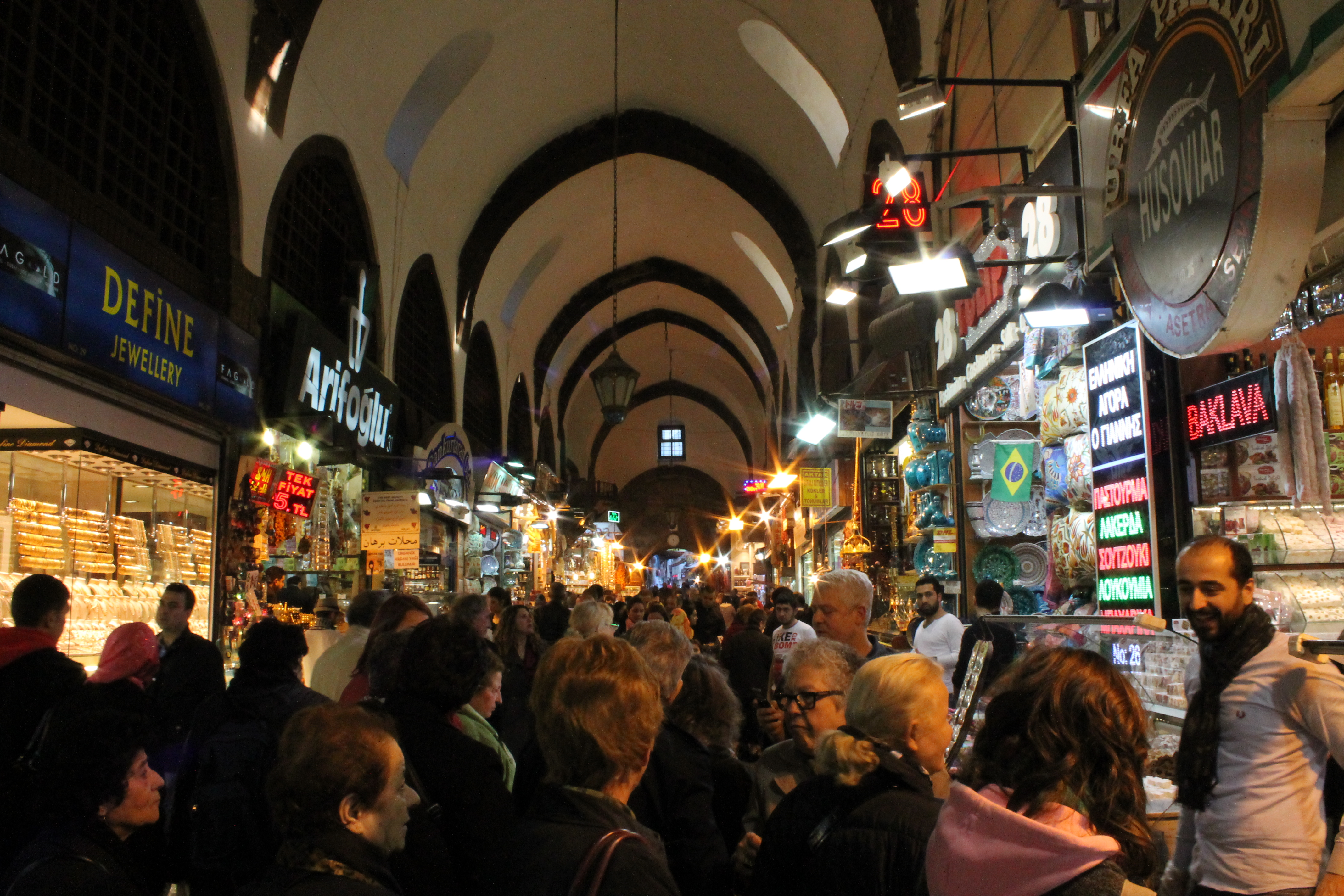
Scène d'ouverture à Istanbul, Bond poursuit Patrice dans le Grand bazar.
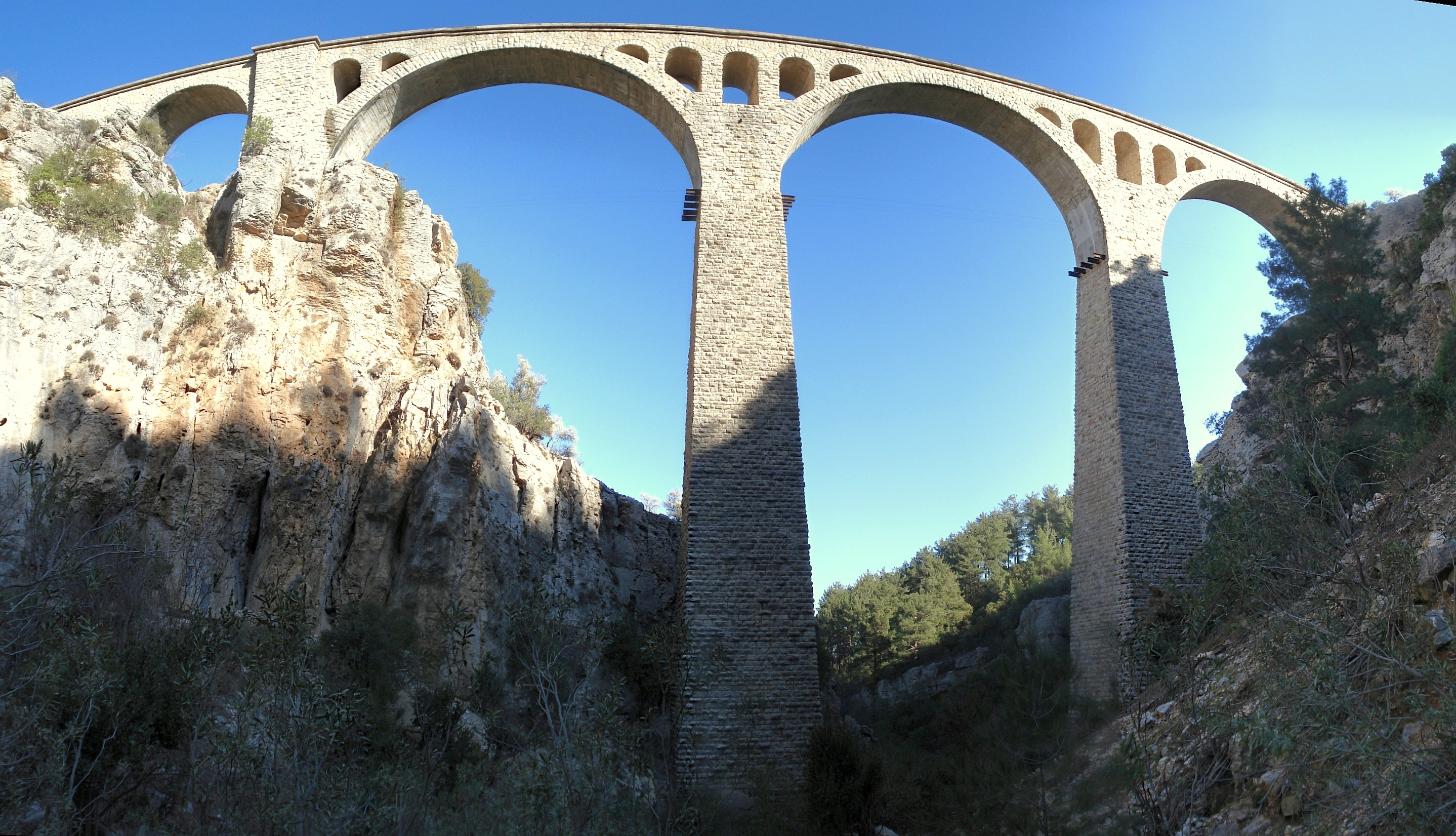
Lors de la scène d'ouverture, Bond est présumé mort abattu à Adana.
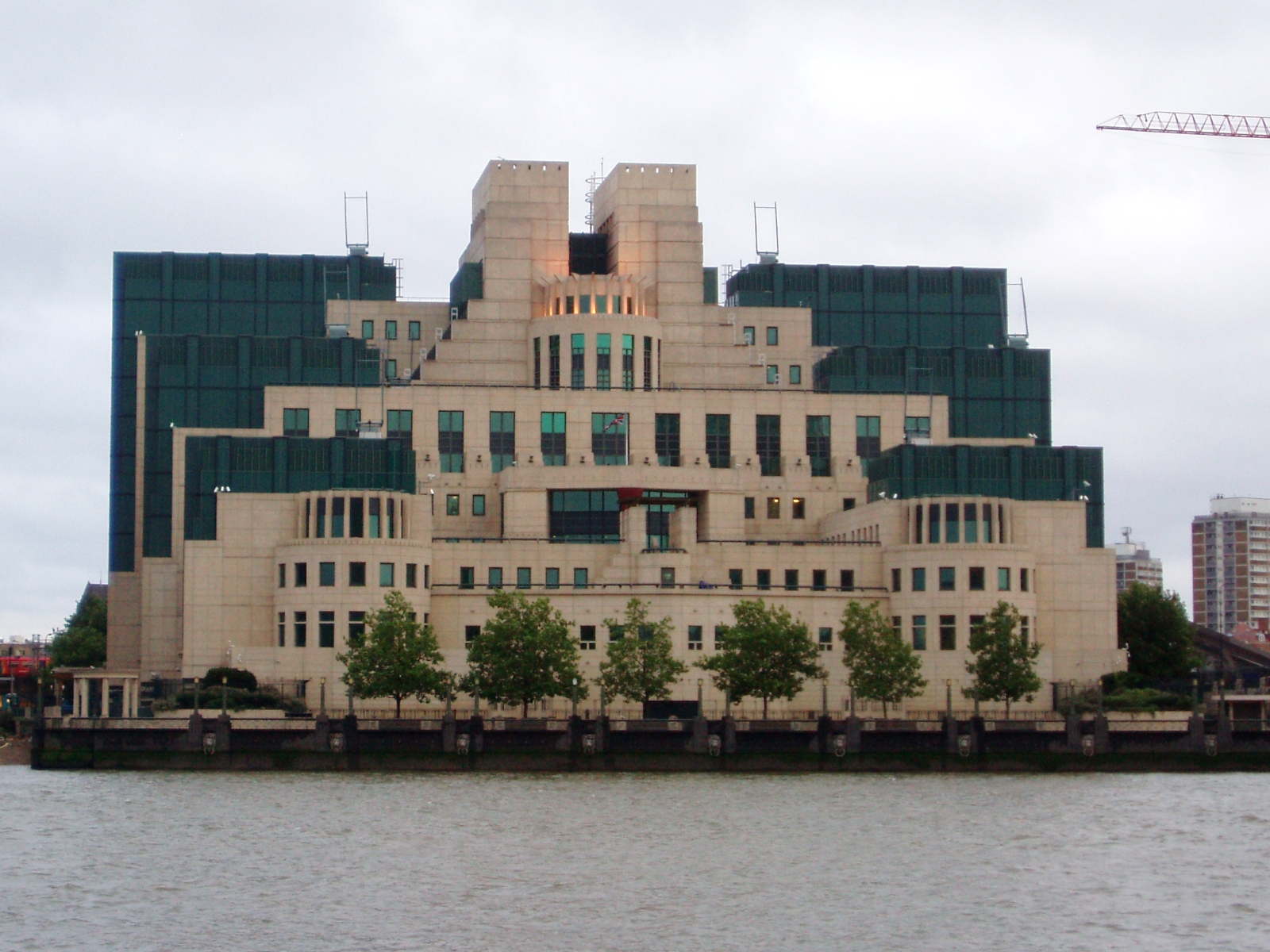
Comme dans Le monde ne suffit pas, le siège du MI6 est touché.
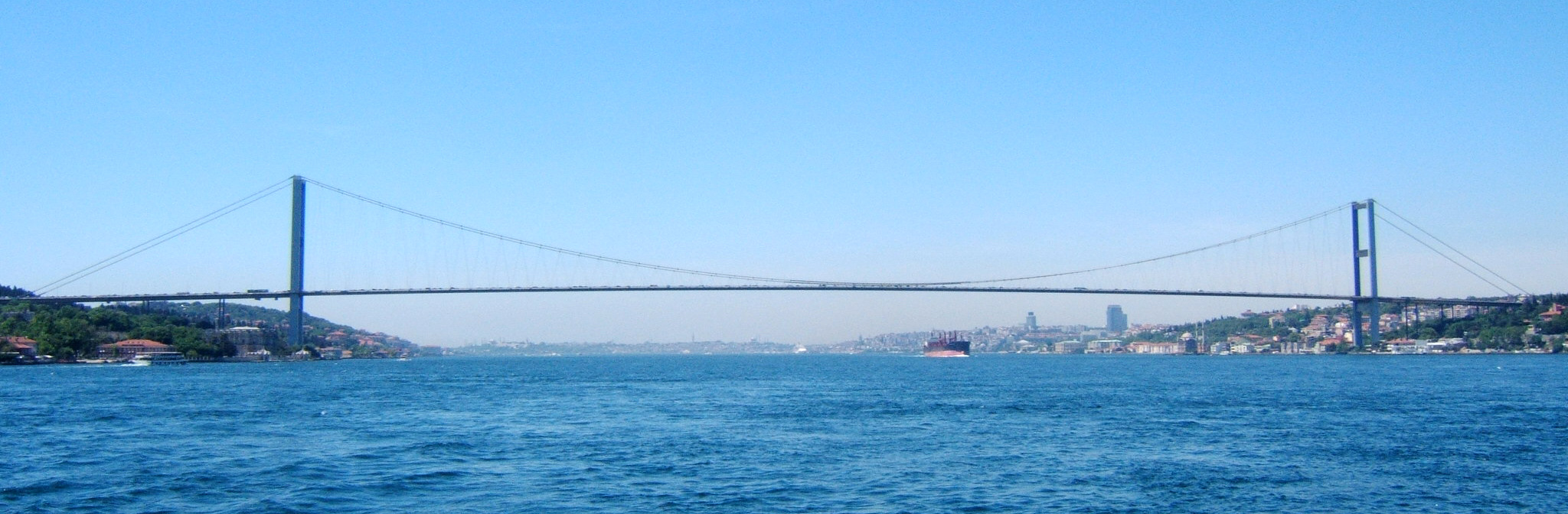
Pont du Bosphore à Istanbul.
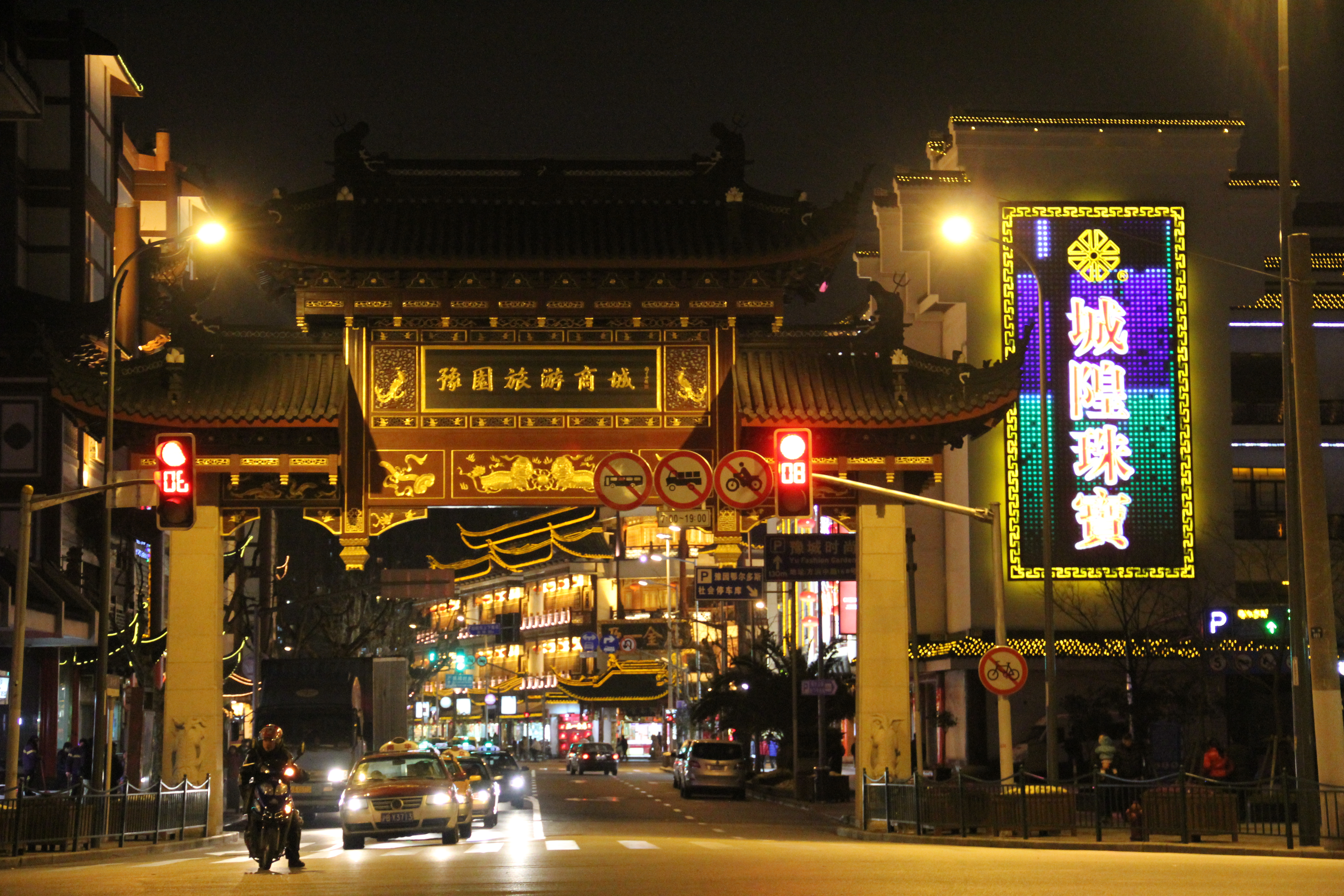
Shanghai, ville où se déroule une partie du film.
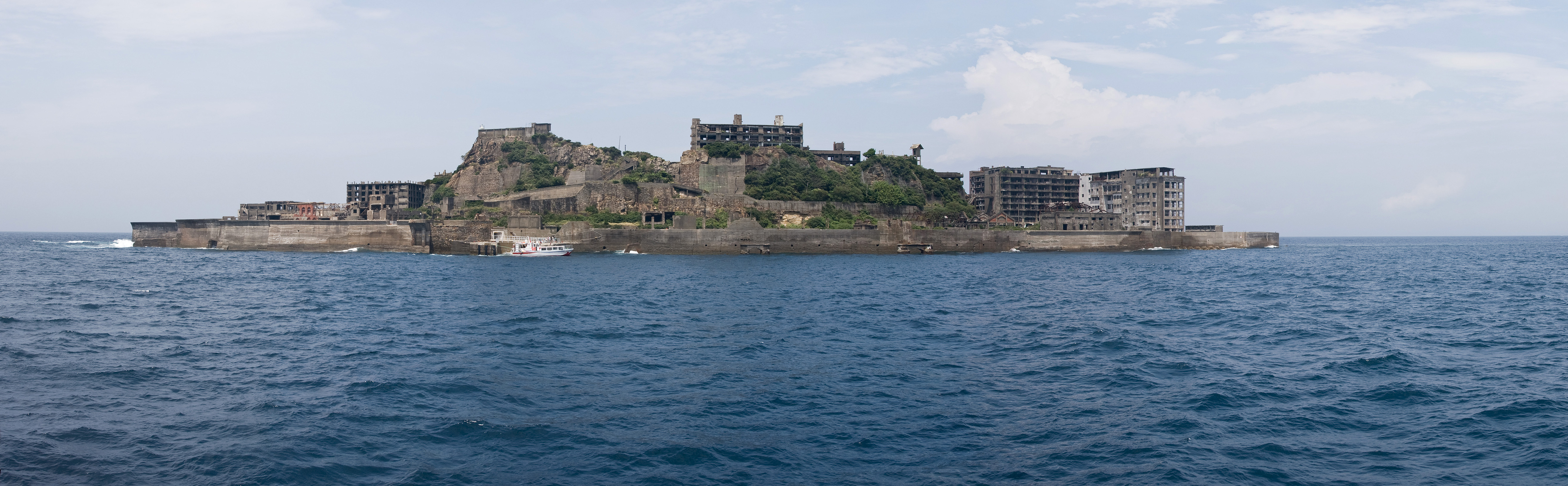
Ile fantôme d'Hashima, dont le film contient quelques vues générales.
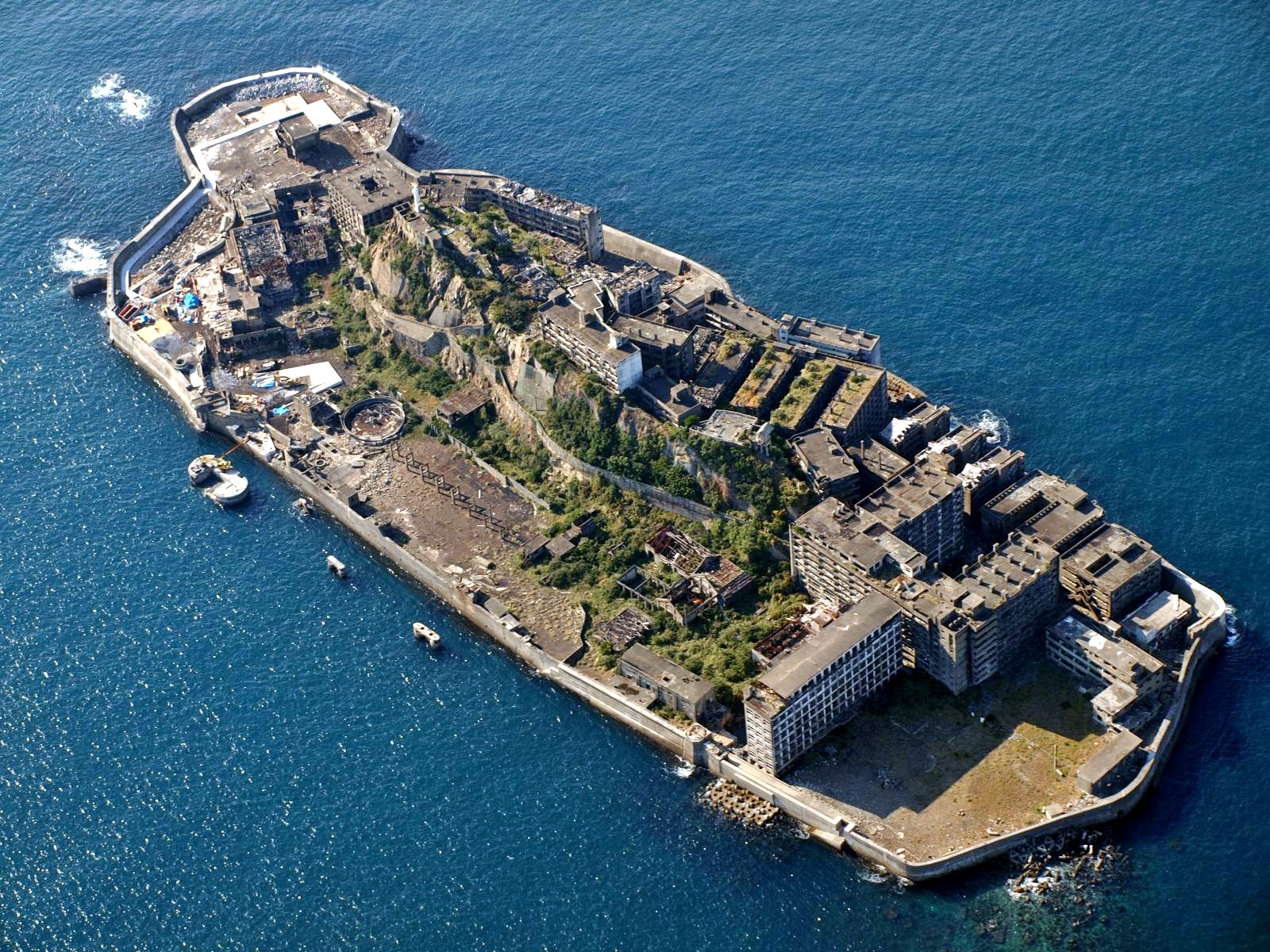
Ile fantôme d'Hashima, vue du ciel.
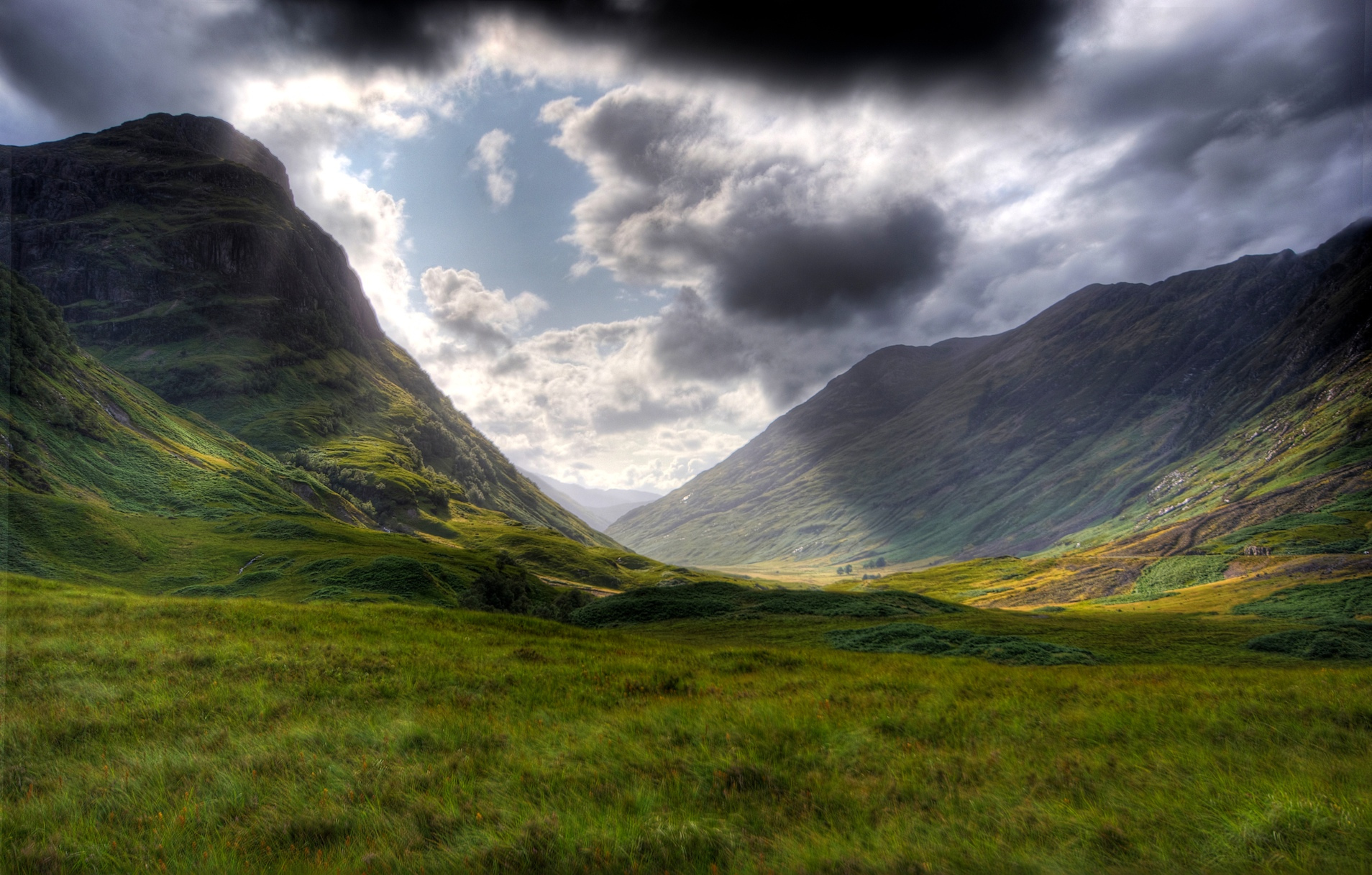
Manoir familial Skyfall de James Bond, de Glen Coe dans les Highlands d'Écosse

- Pinewood Studios, Iver Heath, Angleterre[22]
- Longcross Studios
- Londres, Angleterre : National Gallery (devant Le Dernier Voyage du Téméraire de Turner), Charing Cross, Old Royal Naval College, Tower Hill, St Bartholomew's Hospital, Whitehall, Parliament Square, Smithfield, Southwark
- Ascot : le champ de course, Angleterre
- Hankley en Surrey, Angleterre
- Bognor Regis, Angleterre[23]
- Inspiration de Glen Coe, dans les Highlands d'Écosse : manoir familial Skyfall de James Bond, le manoir écossais du film (dans un vaste décor d'Highlands hivernal[24]) est un décor de cinéma de bois et en plâtre reproduit dans un champ du comté de Surrey au sud de Londres, inspiré de l'original[25].
- Buachaille Etive Mòr, Écosse
- Brecon Beacons, Pays de Galles
- Istanbul, Turquie[26]
- Adana, Turquie
- Shanghai et ses environs, Chine[22]
- Macao
- Ile d'Hashima, Japon[27]

### Musique
La musique est composée par Thomas Newman pour la première fois et non David Arnold qui avait composé celles depuis Demain ne meurt jamais jusqu'à Quantum of Solace. Thomas Newman a souvent composé pour le réalisateur Sam Mendes, notamment pour les films American Beauty et Les Sentiers de la Perdition. Début octobre 2012, la chanteuse britannique Adele annonce qu'elle sera l'interprète de la chanson du générique d'entrée. Cette chanson a reçu le prix de la meilleure chanson aux Oscars 2013.
Elle poste un peu plus tard la couverture de la partition du titre Skyfall sur Twitter, celle-ci attribuant les paroles à elle-même et Paul Epworth, son partenaire habituel pour l'écriture, et les arrangements à Epworth et à l'orchestrateur J. A. C. Redford. La chanson est mise en ligne à 0:07 BST le 5 octobre 2012, date considérée comme le « James Bond Day » par les producteurs puisqu'elle marque les 50 ans de la sortie de James Bond 007 contre Dr. No. Mais elle n'est pas présente sur l'album de la bande originale du film commercialisé le 29 octobre 2012. La même année que les Oscars, ce tube a été parodié dans les Guignols de l’info par François Hollande sous le titre Le Déficit Décolle pour dire que son gouvernement a peur qu’il n’arrive pas à baisser la courbe du chômage avant Noël.
Quant à la chanson Boum ! de Charles Trenet, qui illustre singulièrement une scène du film, elle est également absente de sa bande originale.

## Accueil

### Accueil critique
Skyfall reçoit des critiques extrêmement positives. Le recueil de critiques Rotten Tomatoes rapporte que 92 % des 373 critiques ont donné un avis positif sur le film, avec une très bonne moyenne de 8,2/10. Le recueil de critiques Metacritic donne une note de 81 sur 100 indiquant des « critiques généralement favorables ».
Des critiques se font entendre quant aux rôles et aux places données aux femmes dans ce film,.
Sur Allociné le film obtient des critiques positives. La presse lui attribue une moyenne de 4/5 basée sur 24 critiques, et les spectateurs une moyenne de 4,2/5.

### Box-office
Budgeté à environ 200 000 000 $, Skyfall avait déjà rapporté plus de 83 000 000 $ son premier week-end d'exploitation (soit celui du 19 octobre 2012), essentiellement au Royaume-Uni (environ 32 000 000 $), en France (environ 10 000 000 $) et en Russie (environ 8 000 000 $). Le week-end suivant viennent se rajouter environ 25 000 000 $ en provenance du Royaume-Uni, environ 21 000 000 $ d'Allemagne et 10 000 000 $ de France pour un total de 158 800 000 $, si bien qu'à cette date, avec plus de 233 millions de recettes, le film a déjà remboursé son investissement.
Skyfall est le plus grand succès de l'histoire du cinéma au Royaume-Uni, surpassant Avatar, avec 94,27 millions de livres de recettes (environ 115 millions d'euros) après 40 jours.
En France, Skyfall bat le record d'entrées de Goldfinger qui datait de près de cinquante ans et y est également le plus gros succès cinématographique de l'année 2012, une première pour un film de la saga. En septembre 2013, lors du congrès annuel de la fédération nationale des cinémas français (FNCF), Sony Pictures France a reçu le « Ticket d'or » récompensant le film ayant réalisé le plus d'entrées au cinéma en France durant l'année 2012. Symboliquement, du fait de son total d'entrées très proche, le chiffre indiqué sur le ticket a été ajusté à 7 007 007 entrées, en référence au matricule de James Bond.
Avec plus d'un milliard de dollars de recettes à travers le monde, Skyfall est l'épisode le plus rentable de la saga James Bond.
| Pays ou région | Box-office        | Date d'arrêt du box-office | Nombre de semaines |
| -------------- | ----------------- | -------------------------- | ------------------ |
| États-Unis     | 304 360 277 $,    | 10 mars 2013               | 18                 |
| France         | 7 003 902 entrées | 12 février 2013            | 18                 |
| Total mondial  | 1 108 561 013 $   | 24 mars 2013               | -                  |

## Distinctions

### Récompenses

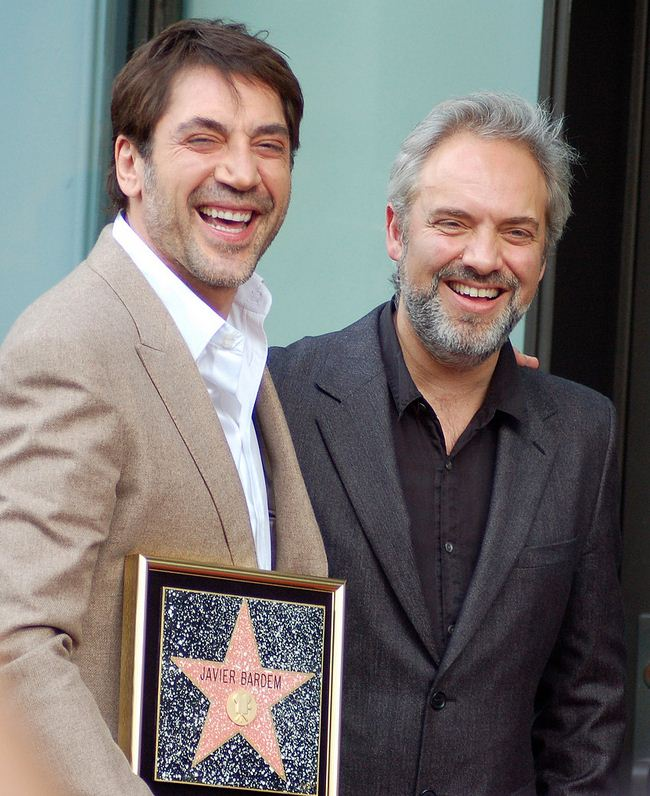
L'acteur Javier Bardem, inaugurant son étoile sur la Promenade de la célébrité d'Hollywood Boulevard, avec Sam Mendes, en novembre 2012.

- 2012 : Los Angeles Film Critics Association Awards : meilleure photographie
- 2012 : Las Vegas Film Critics Society Awards : meilleure chanson
- 2012 : St. Louis Film Critics Association Awards : meilleure photographie
- 2012 : Satellite Awards : meilleur acteur dans un second rôle pour Javier Bardem
- 2012 : Phoenix Film Critics Society Awards : meilleures cascades, meilleure chanson originale, meilleure musique de film
- 2012 : Indiana Film Journalists Association Awards : meilleure musique de film
- 2012 : Florida Film Critics Circle Awards : meilleure photographie
- 2012 : Utah Film Critics Association Awards : meilleure photographie
- 2013 : Houston Film Critics Society Awards : meilleure photographie et meilleure chanson originale
- 2013 : Online Film Critics Society Awards : meilleure photographie
- 2013 : Denver Film Critics Society Awards : meilleure chanson
- 2013 : Golden Globes : meilleure chanson originale
- 2013 : Critics' Choice Movie Awards : meilleur film d'action, meilleur acteur dans un film d'action, meilleure chanson originale
- 2013 : Screen Actors Guild Awards : meilleure équipe de cascadeurs
- 2013 : Trophées du Film français : trophée des trophées
- 2013 : BAFTA Awards :
  - Meilleur film britannique
  - Meilleure musique de film pour Thomas Newman
- 2013 : Evening Standard British Film Awards : meilleur film
- 2013 : Oscars du cinéma :
  - Oscar du meilleur montage de son
  - Oscar de la meilleure chanson originale
- 2013 : International Film Music Critics Association Awards : meilleure musique d'un film d'aventure/thriller/action
- 2013 : Motion Picture Sound Editors Awards : meilleur montage son d'effets spéciaux
- 2013 : Costume Designers Guild Awards : meilleurs costumes pour un film contemporain

### Nominations
- 2013 : BAFTA Awards :
  - Meilleur acteur dans un second rôle pour Javier Bardem
  - Meilleure actrice dans un second rôle pour Judi Dench
  - Meilleurs décors pour Dennis Gassner et Anna Pinnock
  - Meilleure photographie pour Roger Deakins
  - Meilleur montage pour Stuart Baird
  - Meilleur son pour Stuart Wilson, Scott Millan, Greg P. Russell, Per Hallberg et Karen Baker Landers
- 2013 : Oscars du cinéma :
  - Oscar de la meilleure photographie pour Roger Deakins
  - Oscar du meilleur mixage de son pour Scott Millan, Greg P. Russell et Stuart Wilson
  - Oscar de la meilleure musique de film

## Analyse